# 南葛SC
南葛SC（Nankatsu Sports Club）は、東京都葛飾区を本拠地とするサッカークラブである。
本項目ではクラブ全般並びにトップチーム、女子チームWINGSについて記す。

## クラブ概要
2019年現在、ジュニアスクール (U-12)、ジュニアユース (U-15)、女子チーム、トップチームが活動しており、トップチームを「株式会社南葛SC」が、それ以外のチームを「特定非営利活動法人国際サッカー普及育成会」が運営している。嘗ては男子フットサルチームも保有していた。
2014年、トップチームが全国クラブチームサッカー選手権大会に開催地代表として初出場。2015年には、同じくトップチームが、当時スペイン2部リーグに所属していたCEサバデルFCとフレンドリーパートナーシップ契約を締結、トップチームに所属している選手が短期研修を行っている。
2017年、SC相模原と業務提携契約を締結している。

## 歴史
- 1983年 葛飾区立常盤中学校サッカー部OBを中心に、常盤クラブとして設立[3]。
- 2004年 男子フットサルチームとして、MARE PARADA（マレパラーダ）が設立。
- 2011年 葛飾区サッカー連盟が、Jリーグを目指す連盟傘下の組織として「特定非営利活動法人国際サッカー普及育成会」を設立[3]、常盤クラブはその傘下となる。
- 2012年 クラブ名を常盤クラブから葛飾ヴィトアードへ改称[3]。
- 2013年
  - 漫画『キャプテン翼』の作者で、地元葛飾区出身の高橋陽一を後援会会長に迎えると、同作の登場人物である大空翼や岬太郎らが小学校時代に所属していた選抜チームにちなみ南葛SCへ再改称[3]。同時に男子フットサルチームも南葛SC MARE PARADAへ改称。
  - 下部組織として幼児から小学生までのジュニアスクール（U-12）が設立[3]。
- 2014年
  - 女子チームとして南葛SC WINGS設立[3]。
  - 全国クラブチームサッカー選手権大会に開催地代表として初出場[2]。
- 2015年
  - スペインのCEサバデルFCとフレンドリーパートナーシップ契約を締結[3]。
  - 下部組織としてジュニアユースチーム（U-15）が設立[3]。
- 2017年
  - SC相模原と業務提携を締結。
  - TOP・WINGSともにクラブ初の東京都1部リーグに昇格。
- 2018年 南葛SC MARE PARADAがMARE PARADAへ改称し、独立[4]。
- 2019年 株式会社南葛SCを設立し、トップチームの運営を移管。WINGSなどについては変わらず特定非営利活動法人国際サッカー普及育成会が運営する[1]。
- 2020年 Jリーグ百年構想クラブとして承認された[5]。
- 2021年7月14日、バリュエンスホールディングスが株式会社南葛SCの株式33.5%を取得することが決定（残り66.5%は引き続き高橋陽一が保有）。バリュエンス代表取締役で元プロサッカー選手の嵜本晋輔が株式会社南葛SCの取締役に就任する[6][7][8]。
- 2025年 viviONとオフィシャルクラブスポンサー契約を締結[9]。

## 南葛SC
南葛SC（なんかつエスシー）は、Jリーグ加盟を目指すクラブの一つで、関東サッカーリーグ1部に所属する社会人サッカークラブである。

### トップチーム概要
1983年、葛飾区立常盤中学校サッカー部OBを中心に常盤クラブとして設立され、東京都社会人サッカーリーグに加盟、1994年に東京都リーグ2部に昇格し、その後は何度かの昇降格を経験する。
2008年、葛飾区サッカー連盟が葛飾区からJクラブを誕生させるべく、「葛飾Jリーグプロジェクト」をスタートさせる。2011年に葛飾区サッカー連盟からJリーグを目指す連盟傘下の組織として、「特定非営利活動法人国際サッカー普及育成会」が設立され、常盤クラブはその傘下となった。これにより、2012年にJリーグ加盟を目指すことを表明すると共に、クラブ名を常盤クラブから葛飾ヴィトアード（「ヴィトアード（vitóado）」とは、ポルトガル語で「勝利」を意味する「vitória（ヴィトーリア）」と、「鹿」を意味する「veado（ヴィアード）」を組み合わせた造語。）に改称した。
2013年11月、漫画『キャプテン翼』の作者で、地元葛飾区出身の高橋陽一を後援会会長に迎えると、2014年、同作の登場人物である大空翼や岬太郎らが小学校時代に所属していた選抜チームにちなむ南葛SCに再改称。クラブカラーも紫と緑から白に変更された。
2015年、東京都リーグ3部を全勝優勝し、2部昇格。
2016年、わずかな補強で迎えたリーグ初戦、アウェーでアローレ八王子と対戦したが後半終了間際に競り負けて黒星スタートとなった。その後もなかなか波に乗れず9勝1分3敗の2位。
2017年、GKコーチに元U-22日本代表の小針清允を招聘し、SC相模原と業務提携を行いブラジル人選手2名を獲得、さらに前年相模原を退団した近藤祐介を獲得するなど、大型補強を行いシーズンに臨み、1部昇格を果たす。
2018年、近藤ら16名が退団した一方、小針がGKコーチ兼任で現役復帰。柴村直弥、ホドリゴ・カベッサ、安田晃大らを獲得し、8月には元日本代表の福西崇史が10年ぶりに現役復帰する形で加入した。東京都リーグ1部で優勝を果たし関東社会人サッカー大会に出場したが、2回戦で東邦チタニウムに0-1で敗れ、関東サッカーリーグ2部昇格を逃した。
2019年、向笠実に代わり福西が監督に就任、選手では正木秀俊ら5名が退団したが、熊本から元日本代表の青木剛、東京ユナイテッドFCから田鍋陵太・能登正人・佐々木竜太、相模原からアルトゥール（8月-、期限付き移籍）ら9名を獲得した。しかし成績は前年と打って変わり、得点が前年の50から39へ減少し、失点は前年から2倍に増加、最終順位も7位に終わり、関東社会人サッカー大会出場を逃した。シーズン終了後、福西監督が退任、後任として名古屋グランパスエイトU-18コーチの島岡健太を招聘した。
2020年、エースのホドリゴ・カベッサ（エスペランサSCへ移籍）、アルトゥール（期限付き移籍期間満了、東京23FCへ移籍）、選手兼ヘッドコーチの柴村直弥（TOKYO CITY F.C.へ移籍）、疋田大和（千葉県3部・SFC nomu matsudoへ移籍）ら8名が退団した。一方で、鹿島から川俣慎一郎、清水から楠神順平、FCマルヤス岡崎から土田快樹、奈良クラブから布施周士、東京ユナイテッドFCから河本明人、ゴールドコースト・プレミアリーグ（オーストラリア4部相当）・クーメラ・コルツSCから名畑典樹ら11名を獲得した。2月25日、Jリーグ百年構想クラブに承認される。また、ホームタウンを「葛飾区を中心とした東京都全域」に拡大する構想があることも明らかになった。東京都リーグ1部で2年ぶりの優勝を果たすと、関東社会人サッカー大会でも優勝、関東リーグ2部昇格を決めた。
2021年、田鍋陵太や冨岡大吾、土田快樹が引退するなど8名が退団した。一方で、千葉から下平匠、東京Vから河野広貴、群馬から岡田翔平、市川SCから幸野志有人、東京ユナイテッドFCから田中優毅ら10名を獲得した。初参戦となる関東リーグ2部では10勝6分2敗の2位、12月25日に行われた桐蔭横浜大学FCとの入替戦に4-1で勝利し、1部昇格。
2022年、青木剛など7名が引退・退団。一方、相模原から稲本潤一、磐田から今野泰幸、仙台から関口訓充、横浜FCから伊野波雅彦の元日本代表4名や、C大阪から秋山大地、今治から玉城峻吾ら計11名を獲得した。しかし関東リーグ1部では7位、第58回全国社会人サッカー選手権大会は2回戦敗退に終わり、全国地域サッカーチャンピオンズリーグ出場を逃した。
2023年1月、葛飾区は総武本線の新小岩駅近くにある敷地（6万8000平方メートル）を取得し、南葛SCの本拠地となるサッカー専用スタジアムを建設することで検討していることが報じられ、同年2月1日に同敷地の所有者である日本私立学校振興・共済事業団との間で基本協定を締結したことを発表した。実現すれば東京都区部にサッカー専用スタジアムが作られるのは初となる。葛飾区は南葛SCのJリーグ加盟を見据え、J1基準を満たす1万5000人規模のスタジアムを建設・整備するとしており、キャプテン翼の高い知名度を生かしたコンテンツ活用による収入・地域活性化を目的として、同作品のミュージアム施設などの併設も検討している。
同年は新戦力として横浜FMから中林洋次、京都から大前元紀など10名を獲得。しかし関東リーグ1部では開幕から2連敗を喫し森一哉監督を解任、高木健旨コーチが暫定監督を経て正式に監督に就任したが、最終順位は6位に終わる。
2024年、監督兼任テクニカルダイレクターに風間八宏が就任。関東リーグ1部では第12節以降7戦未勝利と苦戦を強いられ、6位に終わる。

### 選手社員制度
株式会社南葛SCは、2020年に選手社員制度を導入。当初は3人だったが、2022年には21人まで増大した。選手らに新たなクラブパートナーになってもらうための営業活動を行いながら選手としての活動を行うほか、サッカー教室やホームタウン内でのイベント活動などによる応報活動に従事する。

### 戦績

#### リーグ戦
| 年度 | 所属               | 順位 | 勝点 | 試合 | 勝 | 分 | 敗 | 得 | 失 | 差  | 天皇杯     | クラブ名         |
| 2004 | 東京都3部8ブロック | 9位  | 9    | 11   | 3  | 0  | 8  | 17 | 27 | -10 | 都予選敗退 | 常盤クラブ       |
| 2005 | 東京都3部1ブロック | 2位  | 27   | 10   | 9  | 0  | 1  | 36 | 3  | 33  | 都予選敗退 | 常盤クラブ       |
| 2006 | 東京都3部4ブロック | 優勝 | 28   | 10   | 9  | 1  | 0  | 33 | 7  | 26  | 都予選敗退 | 常盤クラブ       |
| 2007 | 東京都2部3ブロック | 11位 | 6    | 11   | 1  | 3  | 7  | 12 | 30 | -18 | 都予選敗退 | 常盤クラブ       |
| 2008 | 東京都3部1ブロック | 2位  | 22   | 10   | 7  | 1  | 2  | 24 | 10 | 14  | 都予選敗退 | 常盤クラブ       |
| 2009 | 東京都3部5ブロック | 5位  | 19   | 11   | 6  | 1  | 4  | 26 | 24 | 2   | 都予選敗退 | 常盤クラブ       |
| 2010 | 東京都3部8ブロック | 3位  | 18   | 10   | 6  | 0  | 4  | 23 | 20 | 3   | 都予選敗退 | 常盤クラブ       |
| 2011 | 東京都3部1ブロック | 4位  | 16   | 10   | 5  | 1  | 4  | 22 | 22 | 0   | 都予選敗退 | 常盤クラブ       |
| 2012 | 東京都3部1ブロック | 4位  | 18   | 10   | 5  | 3  | 2  | 21 | 14 | 7   | 都予選敗退 | 葛飾ヴィトアード |
| 2013 | 東京都3部1ブロック | 2位  | 28   | 11   | 9  | 1  | 1  | 40 | 15 | 25  | 都予選敗退 | 葛飾ヴィトアード |
| 2014 | 東京都3部1ブロック | 2位  | 27   | 11   | 9  | 0  | 2  | 51 | 13 | 38  | 都予選敗退 | 南葛SC           |
| 2015 | 東京都3部1ブロック | 優勝 | 33   | 11   | 11 | 0  | 0  | 64 | 2  | 62  | 都予選敗退 | 南葛SC           |
| 2016 | 東京都2部3ブロック | 2位  | 28   | 13   | 9  | 1  | 3  | 43 | 13 | 30  | 都予選敗退 | 南葛SC           |
| 2017 | 東京都2部1ブロック | 優勝 | 34   | 13   | 11 | 1  | 1  | 61 | 8  | 53  | 都予選敗退 | 南葛SC           |
| 2018 | 東京都1部          | 優勝 | 40   | 15   | 13 | 1  | 1  | 50 | 13 | 37  | 都予選敗退 | 南葛SC           |
| 2019 | 東京都1部          | 7位  | 22   | 15   | 6  | 4  | 5  | 39 | 26 | 13  | 都予選敗退 | 南葛SC           |
| 2020 | 東京都1部Bブロック | 優勝 | 16   | 7    | 5  | 1  | 1  | 22 | 5  | 17  | 都予選敗退 | 南葛SC           |
| 2021 | 関東2部            | 2位  | 36   | 18   | 10 | 6  | 2  | 37 | 18 | 19  | 都予選敗退 | 南葛SC           |
| 2022 | 関東1部            | 7位  | 19   | 18   | 4  | 7  | 7  | 25 | 23 | 2   | 都予選敗退 | 南葛SC           |
| 2023 | 関東1部            | 6位  | 22   | 18   | 6  | 4  | 8  | 22 | 22 | 0   | 都予選敗退 | 南葛SC           |
| 2024 | 関東1部            | 6位  | 22   | 18   | 6  | 4  | 8  | 27 | 27 | 0   | 都予選敗退 | 南葛SC           |
| 2025 | 関東1部            | 位   | 0    | 18   | 0  | 0  | 0  | 0  | 0  | 0   |            | 南葛SC           |

注釈
1. ↑  新型コロナウイルスの感染拡大に伴う開催期間縮小のため、2020年シーズンの東京都社会人サッカーリーグ1部は従来と異なる大会方式で実施された。リーグは2ステージ制となり、1stステージでは1部所属の16クラブをA、Bの2ブロックに分け、各8クラブが1回戦総当りのリーグ戦を行う。各ブロックの上位2クラブ（合計4クラブ）のみが2ndステージへと進み、ノックアウト方式により優勝決定戦（1位同士）、3位決定戦（2位同士）を行う。1位から3位までの3クラブが関東リーグ昇格を懸けた関東社会人サッカー大会の出場権を獲得し、5位以下のチームは残留となる。今季に限り2部リーグへの降格はない[27][28]。

#### 全国社会人サッカー選手権大会
- 出場1回

| 回 | 年月日         | ラウンド | 会場    | 得点  | 対戦相手             |
| 58 | 2022年10月15日 | 1回戦    | 志布志C | 1 - 0 | FC徳島               |
| 58 | 2022年10月16日 | 2回戦    | 志布志B | 0 - 1 | ヴェロスクロノス都農 |

#### 全国クラブチームサッカー選手権大会
- 出場2回

| 回 | 年月日         | ラウンド | 会場     | 得点  | 対戦相手                   |
| 21 | 2014年11月1日  | 1回戦    | 味フィ西 | 3 - 2 | 嘉島SC                     |
| 21 | 2014年11月2日  | 準々決勝 | 味フィ西 | 3 - 2 | 青梅FC                     |
| 21 | 2014年11月3日  | 準決勝   | 味フィ西 | 0 - 1 | ザスパ草津チャレンジャーズ |
| 24 | 2017年10月28日 | 1回戦    | 遠野陸上 | 3 - 0 | ポルベニルカシハラ         |
| 24 | 2017年10月29日 | 準々決勝 | 遠野サ   | 0 - 2 | いわきFC                   |

### タイトル
- 東京都社会人サッカーリーグ1部：2回
  - 2018, 2020
- 関東社会人サッカー大会：1回
  - 2020

### ユニフォーム

#### クラブカラー
- - 2013年：  紫、  緑
- 2014年 - 現在：  白

#### ユニフォームスポンサー
| 掲出箇所   | スポンサー名                 | 表記                         | 掲出年   | 備考 |
| 胸         | バリュエンスホールディングス | valuence                     | 2022年 - | 2021年は背中下部                                                                                              |
| 鎖骨       | タカラトミー                 | TAKARA TOMY                  | 2023年 - | 右側に掲出 2023年は1stのみ                                                                                    |
| 鎖骨       | ミヨシ油脂                   | ミヨシ油脂                   | 2022年 - | 左側に掲出 2023年は1stのみ 2022年 - 2023年は「ミヨシ油脂株式会社」表記                                        |
| 背中上部   | 円谷プロダクション           | TSUBURAYA                    | 2023年 - | 2023年は2ndのみ                                                                                               |
| 背中下部   | ミライズワークス             | MIRAIZ WORKS                 | 2023年 - | 2023年は1stのみ                                                                                               |
| 袖         | KLab                         | KLab                         | 2024年 - | 2021年は胸、2018年 - 2020年・2022年は背中下部、2023年は背中上部（1stのみ） 2018年 - 2019年は「KLabGames」表記 |
| パンツ前面 | 集英社                       | キャプテン翼 マガジン 集英社 | 2022年 - | 2019年 - 2021年は背中上部 2019年 - 2020年は「キャプテン翼 RISING SUN ライジングサン」表記                     |
| パンツ背面 | プライム                     | プライム薬局                 | 2024年 - | 2014年 - 2023年は袖（2023年は1stのみ）                                                                        |

#### ユニフォームサプライヤーの遍歴
- - 2014年：アスレタ
- 2015年 - 2017年：ソルン
- 2018年 - 現在：ゴル

#### 歴代ユニフォームスポンサー表記
| 年度 | 箇所                      | 箇所                                                                            | 箇所                                                     | 箇所                                   | 箇所                                           | 箇所                                 | 箇所                         | 箇所         | サプライヤー |
| 年度 | 胸                        | 鎖骨右                                                                          | 鎖骨左                                                   | 背中上部                               | 背中下部                                       | 袖                                   | パンツ前面                   | パンツ背面   | サプライヤー |
| 2014 | switch on SanseiR&D       | -                                                                               | -                                                        | -                                      | Fudeal Creation                                | プライム薬局                         | JOHOKU SHINKIN               | -            | ATHLETA      |
| 2015 | switch on SanseiR&D       | -                                                                               | -                                                        | -                                      | Fudeal Creation                                | プライム薬局                         | JOHOKU SHINKIN               | -            | SOLum        |
| 2016 | switch on SanseiR&D       | -                                                                               | -                                                        | -                                      | Fudeal Creation                                | プライム薬局                         | JOHOKU SHINKIN               | -            | SOLum        |
| 2017 | switch on SanseiR&D       | -                                                                               | -                                                        | 日本と世界をコトバでつなぐ。 SPRING    | -                                              | プライム薬局                         | Ario アリオ亀有              | -            | SOLum        |
| 2018 | switch on SanseiR&D       | -                                                                               | -                                                        | 7+English                              | KLabGames                                      | プライム薬局                         | Ario アリオ亀有              | -            | gol.         |
| 2019 | switch on SanseiR&D       | -                                                                               | -                                                        | キャプテン翼 RISING SUN ライジングサン | KLabGames                                      | プライム薬局                         | Ario アリオ亀有              | -            | gol.         |
| 2020 | miraire STREET *X REALITY | -                                                                               | -                                                        | キャプテン翼 RISING SUN ライジングサン | KLab                                           | プライム薬局                         | switch on SanseiR&D          | -            | gol.         |
| 2021 | KLab                      | -                                                                               | -                                                        | キャプテン翼 マガジン 集英社           | valuence                                       | プライム薬局                         | switch on SanseiR&D          | -            | gol.         |
| 2022 | valuence                  | ABAB赤札堂 Akafudado                                                            | ミヨシ油脂株式会社                                       | CLOUD EDGE                             | KLab                                           | プライム薬局                         | キャプテン翼 マガジン 集英社 | -            | gol.         |
| 2023 | valuence                  | TAKARA TOMY （1st） THE BALL IS OUR FRIEND ボールはともだちプロジェクト （2nd） | ミヨシ油脂株式会社 （1st） キャプテン翼 -RIVΛLS- （2nd） | KLab （1st） TSUBURAYA （2nd）         | MIRAIZ WORKS （1st） manga PRODUCTIONS （2nd） | プライム薬局 （1st） ritsuan （2nd） | キャプテン翼 マガジン 集英社 | -            | gol.         |
| 2024 | valuence                  | TAKARA TOMY                                                                     | ミヨシ油脂                                               | TSUBURAYA                              | MIRAIZ WORKS                                   | KLab                                 | キャプテン翼 マガジン 集英社 | プライム薬局 | gol.         |

## 南葛SC WINGS
南葛SC WINGS（なんかつエスシーウィングス）は東京都葛飾区をホームタウンとして活動する日本女子サッカーリーグに所属するクラブである。

### 女子チーム概要
2014年3月、南葛SCの女子チームとして設立、東京都女子サッカーリーグへ加盟した。
同年、東京都女子サッカーリーグ5部を全勝で優勝し、翌年からの4部リーグに初昇格を決めると、その4部リーグでも優勝、女子チーム設立僅か2年で3部リーグへ昇格した。
2016年11月、チャレンジリーグ入替戦予選大会に出場するも、3位となり入替戦進出を逃した。
2017年5月、長野県菅平高原で行われた第30回サッカーマガジン雪印メグミルクカップ全国レディース大会において、優勝した。同大会には3年連続で出場し過去に準優勝、第3位といずれも上位の成績を残している。
2017年11月、2年連続でプレナスチャレンジリーグ入替戦予選大会に出場するも1勝2敗の結果で、入替戦へと駒を進めることはできなかった。
2018年5月、長野県菅平高原で行われた第31回サッカーマガジン雪印メグミルクカップ全国レディース大会において、順当に勝ち上がり決勝に進出したが準優勝という成績で2連覇はならなかった。
2018年10月、2019年からのチャレンジリーグ参入を目指して、3年連続でチャレンジリーグ入替戦予選大会に出場し、予選リーグを2勝1敗（PK勝ち1・負け1）の成績で勝ち点6でノジマステラ神奈川相模原ドゥーエと並んだが得失点差1で3年連続で予選大会突破はならなかった。
2018年11月、2014年から5年連続で東京都リーグの各部の優勝を果たした。
2018年12月、2014年の立ち上げから監督として携わった横山恵介が辞任し、2018年シーズンまでTOPチームのヘッドコーチを務めていた尾亦弘友希がWINGS監督に就任した。
2019年1月、関東女子サッカーリーグ2部参入戦に出場するも1回戦で千葉県代表の帝京平成大学に2−3で敗戦し、関東女子サッカーリーグ2部への昇格を果たせなかった。
2021年1月、第27回関東女子サッカーリーグ入替トーナメント大会において、不戦勝（対戦相手の出場辞退）により関東女子サッカーリーグ2部への昇格を果たす。
2021年12月、関東女子サッカーリーグ1部昇格を果たした。
2024年、なでしこリーグ2部入替戦でつくばFCレディースを破り、昇格を果たす。

### 戦績
| 年度                   | リーグ             | チーム数 | 試合数 | 勝点 | 勝 | 分 | 敗 | 得  | 失 | 差   | リーグ順位 | 皇后杯   | 監督       |
| 都道府県リーグ         |                    |          |        |      |    |    |    |     |    |      |            |          |            |
| 2014                   | 東京都5部          | 11       | 10     | 30   | 10 | 0  | 0  | 92  | 0  | +92  | 優勝       | 予選敗退 | 横山恵介   |
| 2015                   | 東京都4部          | 10       | 9      | 27   | 9  | 0  | 0  | 105 | 1  | +104 | 優勝       | 予選敗退 | 横山恵介   |
| 2016                   | 東京都3部          | 10       | 9      | 27   | 9  | 0  | 0  | 62  | 1  | +61  | 優勝       | 予選敗退 | 横山恵介   |
| 2017                   | 東京都2部          | 10       | 9      | 27   | 9  | 0  | 0  | 51  | 3  | +48  | 優勝       | 予選敗退 | 横山恵介   |
| 2018                   | 東京都1部          | 10       | 9      | 23   | 7  | 2  | 0  | 27  | 5  | +22  | 優勝       | 予選敗退 | 横山恵介   |
| 2019                   | 東京都1部          | 10       | 9      | 22   | 7  | 1  | 1  | 34  | 9  | +25  | 2位        | 予選敗退 | 尾亦弘友希 |
| 2020                   | 東京都1部Bブロック | 10       | 4      | 7    | 2  | 1  | 1  | 15  | 3  | 12   | 2位        | 予選敗退 | 尾亦弘友希 |
| 地域リーグ             |                    |          |        |      |    |    |    |     |    |      |            |          |            |
| 2021                   | 関東2部            | 8        | 14     | 26   | 8  | 2  | 4  | 35  | 24 | +11  | 2位        | 予選敗退 | 尾亦弘友希 |
| 2022                   | 関東1部            | 8        | 14     | 22   | 6  | 4  | 4  | 29  | 21 | +8   | 4位        | 予選敗退 | 辛島啓珠   |
| 2023                   | 関東1部            | 8        | 14     | 22   | 6  | 4  | 4  | 27  | 14 | +13  | 4位        | 予選敗退 | 辛島啓珠   |
| 2024                   | 関東1部            | 8        | 14     | 21   | 5  | 6  | 3  | 29  | 23 | +6   | 4位        | 予選敗退 | 松本彰     |
| 日本女子サッカーリーグ |                    |          |        |      |    |    |    |     |    |      |            |          |            |
| 2025                   | なでしこ2部        | 12       | 22     |      |    |    |    |     |    |      |            |          |            |

注釈
1. ↑  新型コロナウイルスの感染拡大により、2020年シーズンの東京都女子サッカーリーグ1部は従来と異なる大会方式で実施された。1部所属の10クラブを2019年シーズンの順位に基づいてA、Bの2ブロックに分け、各5クラブが1回戦総当りのリーグ戦を行う。各ブロックの上位2クラブ（合計4クラブ）がたすき掛け（Aブロック1位-Bブロック2位、Aブロック2位-Bブロック1位）にて行われる順位決定戦へと進み、総合優勝から総合4位までを決定する。各ブロック3位から5位は同位同士にて順位決定戦を行い、総合順位を決定する。総合優勝クラブが関東女子リーグ昇格を懸けた関東女子サッカーリーグ入替トーナメント大会の出場権を獲得し、2位以下のチームは残留となる。今季に限り2部リーグへの降格はない[33]。

#### 入替戦
なでしこリーグ入替戦
| 年度 | ステージ      | チーム数                                   | 試合数                                     | 勝点                                       | 勝                                         | 分                                         | 敗                                         | PK勝                                       | PK敗                                       | 得点                                       | 失点                                       | 得失点差                                   | 順位                                       | 備考                         |
| 2016 | 予選Aグループ | 4                                          | 3                                          | 6                                          | 2                                          | -                                          | 1                                          | 0                                          | 0                                          | 4                                          | 3                                          | +1                                         | 2位                                        | 敗退、地域リーグ残留         |
|      |               |                                            |                                            |                                            |                                            |                                            |                                            |                                            |                                            |                                            |                                            |                                            |                                            |                              |
| 2017 | 予選Aグループ | 4                                          | 3                                          | 0                                          | 1                                          | -                                          | 2                                          | 0                                          | 0                                          | 1                                          | 3                                          | -2                                         | 4位                                        | 敗退、地域リーグ残留         |
|      |               |                                            |                                            |                                            |                                            |                                            |                                            |                                            |                                            |                                            |                                            |                                            |                                            |                              |
| 2018 | 予選Bグループ | 4                                          | 3                                          | 6                                          | 1                                          | -                                          | 0                                          | 1                                          | 1                                          | 4                                          | 3                                          | +1                                         | 2位                                        | 敗退、地域リーグ残留         |
|      |               |                                            |                                            |                                            |                                            |                                            |                                            |                                            |                                            |                                            |                                            |                                            |                                            |                              |
| 2019 | 予選Bグループ | 4                                          | 3                                          | 0                                          | 0                                          | -                                          | 0                                          | 0                                          | 1                                          | 1                                          | 7                                          | -6                                         | 4位                                        | 敗退、地域リーグ残留         |
|      |               |                                            |                                            |                                            |                                            |                                            |                                            |                                            |                                            |                                            |                                            |                                            |                                            |                              |
| 2023 | 予選Aグループ | 4                                          | 3                                          | 3                                          | 1                                          | -                                          | 2                                          | 0                                          | 0                                          | 3                                          | 4                                          | -1                                         | 3位                                        | 敗退、地域リーグ残留         |
|      |               |                                            |                                            |                                            |                                            |                                            |                                            |                                            |                                            |                                            |                                            |                                            |                                            |                              |
| 2024 | 予選          | 5                                          | 4                                          | 9                                          | 3                                          | -                                          | 1                                          | 0                                          | 0                                          | 14                                         | 2                                          | +12                                        | 2位                                        | なでしこ2部入替戦進出        |
| 2024 | 入替戦        | つくばFCレディースに2戦2勝（○ 2-0、○ 5-1） | つくばFCレディースに2戦2勝（○ 2-0、○ 5-1） | つくばFCレディースに2戦2勝（○ 2-0、○ 5-1） | つくばFCレディースに2戦2勝（○ 2-0、○ 5-1） | つくばFCレディースに2戦2勝（○ 2-0、○ 5-1） | つくばFCレディースに2戦2勝（○ 2-0、○ 5-1） | つくばFCレディースに2戦2勝（○ 2-0、○ 5-1） | つくばFCレディースに2戦2勝（○ 2-0、○ 5-1） | つくばFCレディースに2戦2勝（○ 2-0、○ 5-1） | つくばFCレディースに2戦2勝（○ 2-0、○ 5-1） | つくばFCレディースに2戦2勝（○ 2-0、○ 5-1） | つくばFCレディースに2戦2勝（○ 2-0、○ 5-1） | 2025 なでしこリーグ2部へ昇格 |

### ユニフォーム

#### クラブカラー
- ピンク

#### ユニフォームスポンサー
| 掲出箇所   | スポンサー名                   | 表記                                   | 掲出年   | 備考                                               |
| 胸         | TSUBASA                        | キャプテン翼 RISING SUN ライジングサン | 2022年 - | 2021年は株式会社集英社名義                         |
| 鎖骨       | マルタカ                       | maru taka                              | 2022年 - | 右側に表記                                         |
| 背中上部   | トーノブレーンズ               | TONO BRAINS 株式会社 トーノブレーンズ  | 2019年 - |                                                    |
| 背中下部   | エフビットコミュニケーションズ | エフビットでんき                       | 2018年 - |                                                    |
| 袖         | 金町自動車教習所               | 金町自動車教習所                       | 2014年 - | 2014年 - 2016年は 「Kanamachi Driving School」表記 |
| パンツ前面 | なし                           | -                                      | -        |                                                    |
| パンツ背面 | なし                           | -                                      | -        |                                                    |

#### ユニフォームサプライヤー
- 2014年 - 2017年：ソルン
- 2018年 - 現在：ゴル

#### 歴代ユニフォームスポンサー年表
| 年度 | 箇所                                   | 箇所   | 箇所      | 箇所                                  | 箇所             | 箇所                     | 箇所               | 箇所       | サプライヤー |
| 年度 | 胸                                     | 鎖骨左 | 鎖骨右    | 背中上部                              | 背中下部         | 袖                       | パンツ前面         | パンツ背面 | サプライヤー |
| 2014 | SAYS                                   | -      | -         | KINDS カインズグループ                | -                | Kanamachi Driving School | 株式会社かすみ交通 | -          | SOLum        |
| 2015 | SAYS                                   | -      | -         | KINDS カインズグループ                | -                | Kanamachi Driving School | 株式会社かすみ交通 | -          | SOLum        |
| 2016 | SAYS                                   | -      | -         | KINDS カインズグループ                | -                | Kanamachi Driving School | 株式会社かすみ交通 | -          | SOLum        |
| 2017 | SAYS                                   | -      | -         | KINDS カインズグループ                | -                | 金町自動車教習所         | 株式会社かすみ交通 | -          | SOLum        |
| 2018 | SAYS                                   | -      | -         | KINDS カインズグループ                | エフビットでんき | 金町自動車教習所         | 株式会社かすみ交通 | -          | gol.         |
| 2019 | SAYS                                   | -      | -         | &MiRAiZ                               | エフビットでんき | 金町自動車教習所         | evolution          | -          | gol.         |
| 2020 | SAYS                                   | -      | -         | &MiRAiZ                               | エフビットでんき | 金町自動車教習所         | evolution          | -          | gol.         |
| 2021 | キャプテン翼 RISING SUN ライジングサン | -      | -         | &MiRAiZ                               | エフビットでんき | 金町自動車教習所         | -                  | -          | gol.         |
| 2022 | キャプテン翼 RISING SUN ライジングサン | -      | maru taka | TONO BRAINS 株式会社 トーノブレーンズ | エフビットでんき | 金町自動車教習所         | -                  | -          | gol.         |

注釈
1. ↑  名義は2021年が株式会社集英社、2022年 - が株式会社TSUBASA